# Matthew Foreman
Matthew Dean Foreman (Los Alamos, Novo México, 21 de março de 1957) é um matemático estadunidense, que trabalha com os fundamentos da matemática.
Foi palestrante convidado do Congresso Internacional de Matemáticos em Berlim (1998: Generic large cardinals. New axioms for arithmetic ?).

## Obras
- Editor com Akihiro Kanamori Handbook of Set Theory, 3 Volumes, Springer Verlag 2010